# زائفة قشية
زائفة قشية (الاسم العلمي: Pseudomonas straminea) هي نوع من البكتيريا تتبع جنس الزائفة من فصيلة الزوائف.